# Nieuw Sint Anthonygasthuis
Het Nieuw Sint Anthonygasthuis is een monumentaal gasthuiscomplex in Leeuwarden in de Nederlandse provincie Friesland.

## Geschiedenis
Het gasthuiscomplex bestaat uit een aantal bouwwerken aan het Perkswaltje. Perkswaltje 1-39 werd in 1862-1864 gebouwd naar ontwerp van F. Stoett. In de noordelijke vleugel (Sint Jacobsgang) aan de Groeneweg bevindt zich boven de ingang in het midden een herinneringssteen voor Arent van Suerhusum en Hille van Swol, in 1478 stichters van het voormalige Sint Jacobsgasthuis. De vleugel heeft een klokkenkoepeltje (1930) aan de achterzijde en twee poortjes aan weerszijden. Haaks op deze vleugel bevinden zich vier zijvleugels die worden afgesloten met neoclassicistische paviljoens die de namen en wapens dragen van de geslachten Burmania, Minnema, Auckema en Wiarda.
De Julianavleugel (Perkswaltje 40-48) langs het Schoenmakersperk tegenover het Nieuwe Stadsweeshuis (Natuurmuseum Fryslân) dateert uit 1910. Het pand in neorenaissance-stijl werd gebouwd naar ontwerp van Willem Cornelis de Groot. Het toegangspoortje (1682) uit het gesloopte gasthuis werd herplaatst en werd boven het timpaan voorzien van gebeeldhouwde figuren van Sint Anthonius en twee proveniers. In 1878 bouwde Stoett ook het nieuwe pand voor het Oud Sint Anthonygasthuis in de Grote Kerkstraat

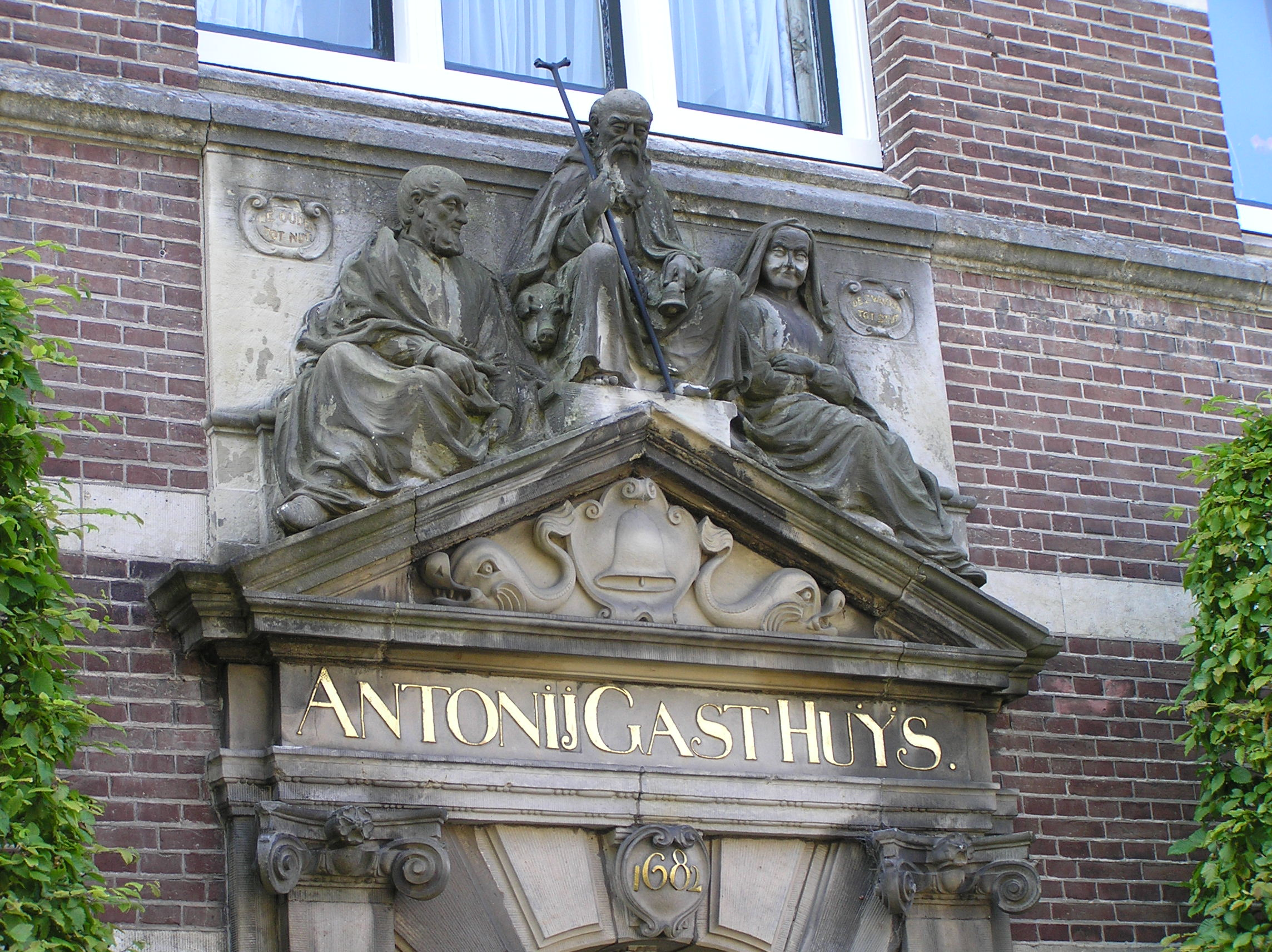
Detail poortje (1682) in de Julianavleugel
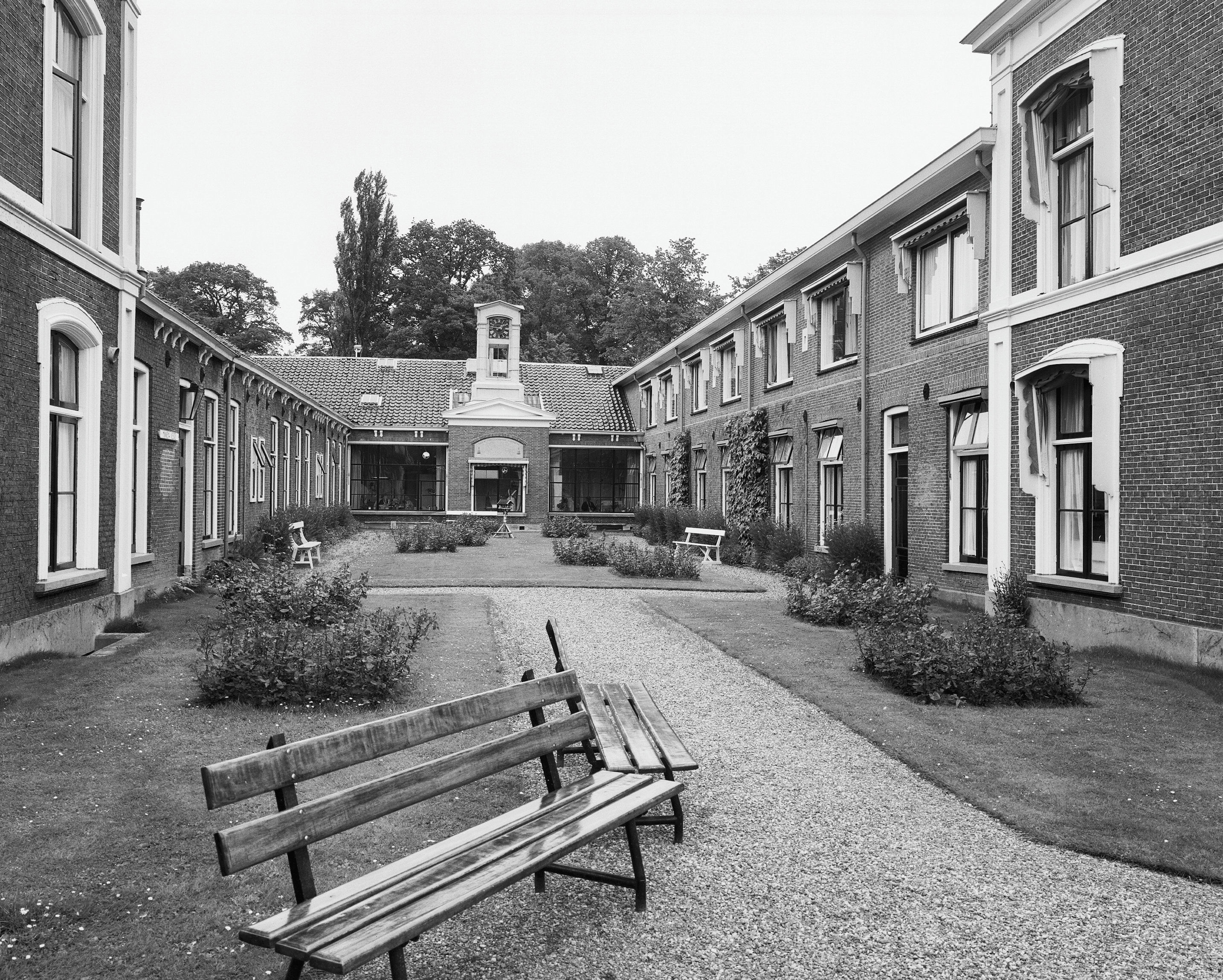
Klokkenkoepeltje
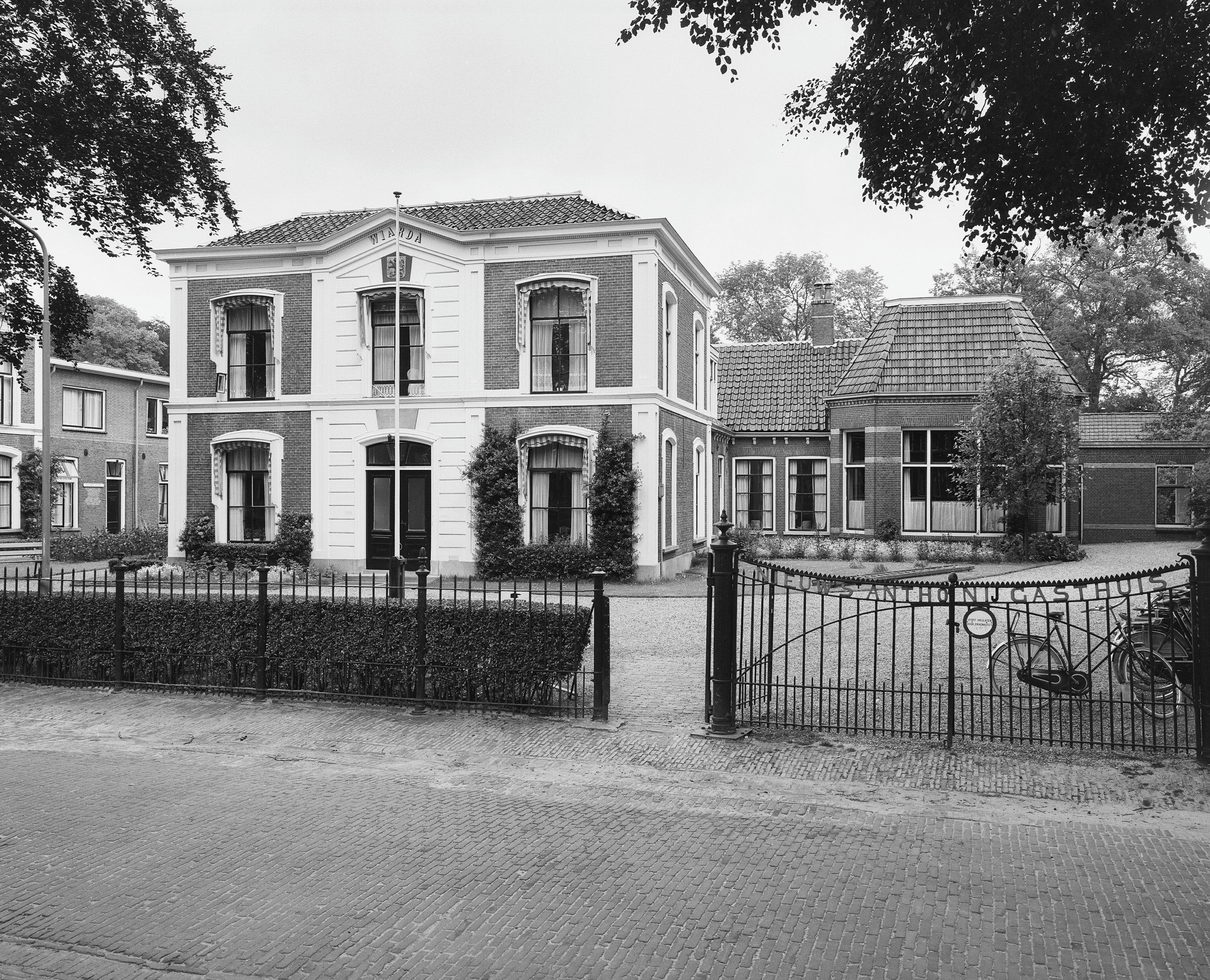
Paviljoen Wiarda